# Paul Drux
Paul Drux (Gummersbach, 7 de fevereiro de 1995) é um handebolista profissional alemão, medalhista olímpico

## Carreira
Paul Drux integrou a Seleção Alemã de Handebol no Rio 2016, conquistando a medalha de bronze.